# Ahegao

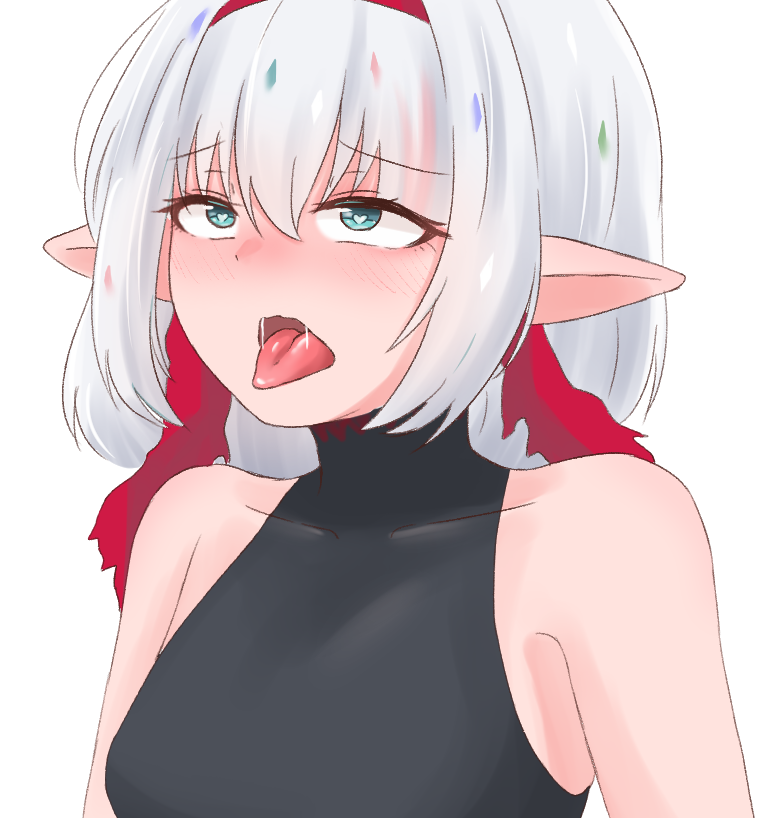
Eine mögliche Darstellung des Ahegao-Ausdrucks

Belle Delphine

Ahegao (japanisch アヘ顔), Englisch auch O-Face, ist ein Begriff aus der japanischen Pornografie, der einen übersteigerten Gesichtsausdruck während des Geschlechtsverkehrs bezeichnet. Typisch sind rollende oder schielende Augen, eine herausgestreckte Zunge und ein leicht gerötetes Gesicht, welches Freude oder Ekstase verkörpert. Der Begriff findet in vielen pornografischen Videospielen (Erogē), Mangas und Animes (Hentai) – auch in Hentai-Adaptionen bekannter Manga- und Animeserien, also Dōjinshi – Verwendung.
Das Ahegao-Gesicht hat sich in Japan inzwischen als neuer Modetrend für Erotikliebhaber etabliert. Auf Kleidung werden Manga- und Anime-Charaktere mit dem Ahegao-Gesichtsausdruck verkauft.

## Geschichte
Laut einem Posting in einem Forum der Nico Nico Pedia geht der Begriff Ahegao auf die frühen 1990er-Jahre zurück. Laut einem Artikel des Mel Magazine fand Ahegao bereits in den 1960er-Jahren in pornografischen Kunstforen und Gemeinschaften Verwendung. Diese wurden dann Ende des 20. Jahrhunderts im Westen durch die steigende Popularität in Erotik-Foren von Internetseiten wie 4Chan oder Fakku bekannt. Pornografische Zeitschriften nutzten Ahegao als Beschreibung für den Gesichtsausdruck weiblicher Pornodarsteller und ihrer sexuellen Befriedigung. Im gleichen Kontext fand Ahegao in mehreren Posts auf 2channel und der Schwester-Community für nicht-jugendfreie Inhalte BBSPINK sowie als Beschreibung für pornografische Videos auf erwachsenengerichteten E-commerce-Plattformen in der ersten Hälfte der 2000er Jahre Verwendung.
Zwischen 2003 und 2005 begannen erste Zeichner von Hentai-Mangas und Produzenten von Hentai-Animes übertriebene Darstellungen von unnatürlich wirkenden, weiblichen Orgasmen bei ungewollten oder erzwungenen Geschlechtsakten bzw. in Hardcore-BDSM-Werken zu verwenden. In einem anderen Posting heißt es, dass der Ero-guro-Mangaka Suehiro Maruo derartige Abbildungen in seinen Werken der frühen 1980er-Jahre nutzte.
Mitte der 2000er-Jahre fand der Begriff weitere Verbreitung unter anderem durch die Otaku-Szene. Seit 2008 ist die Verbreitung von Ahegao derart weitreichend, dass es zu einer der bekanntesten Zeichentechniken wurde, um Orgasmen darzustellen. Ungefähr zur selben Zeit erschien die erste Dōjin-Serie A-H-E, in der Ahegao als Hauptmotiv fungiert. Ab ungefähr 2010 verwendeten auch große Publisher Ahegao-bezogene Anthologien, etwa zeitgleich mit der steigenden Popularität von Hentai-Fetischen in der allgemeinen Pornoindustrie.
Ahegao und dessen Abwandlungen finden auch in nicht-sexualisierten Manga- und Animeserien Verwendung. Laut einem Artikel des SRF im Rahmen der Sendung Kompass, der sich mit der Geschichte des Hentai befasst, ist es dem Internet zu verdanken, dass der Gesichtsausdruck „Ahegao“ weltweit Bekanntheit erlangen konnte. Dabei hatte die Verbreitung als Meme einen maßgeblichen Anteil.
Thomas Baudinette, Dozent für Japanologie an der Macquarie University in Sydney erklärte in einem Interview mit dem Vice Magazine, dass der Ursprung von Ahegao in Erotik-Mangas und Pornomagazinen für heterosexuelle Männer der späten 1990er bzw. den frühen 2000er-Jahren liegen dürfte und der Begriff über diese Medien in den Westen gelangt sein könnte.

## Etymologie
Während der zweite Wortteil kao bzw. in Zusammensetzungen -gao (顔) übersetzt „Gesicht“ heißt, kann der erste Wortteil ahe (アヘ) nicht mit Kanji gebildet werden. Im Katakana indes stellt dieser Teil des Wortes eine Abkürzung für aheahe (アヘアヘ) dar, welches ein Stöhngeräusch beschreibt. Wörtlich bedeutet Ahegao dementsprechend etwa „Stöhngesicht“.
Dabei darf Ahegao nicht mit Ahoge (アホ毛) verwechselt werden. Ahoge ist die Beschreibung für die „Haar-Antenne“, das heißt eine oder zwei stark hervorstehende Haarsträhnen, die durch Love Hina populär wurde.
Eine weitere Abgrenzung ist zwischen Ahegao und Ikigao (イキ顔, von iki „kommen“) bzw. Acmegao (von frz. acmé Höhepunkt) zu treffen, das allgemein ein Gesicht während des Höhepunkts beschreibt.

## Darstellung

Typischer Ahegao-Ausdruck in Emoji-Form

Typische Merkmale sind unter anderem nach hinten gerollte Augen, eine hängende Zunge und errötete Wangen. Die Gesichter der Charaktere werden bei Ahegao-Szenen deformiert dargestellt. Darstellungen von Ahegao werden zumeist absichtlich in einer übertriebenen Form gezeichnet, um einen surrealen Effekt zu erzeugen. In einer Beschreibung im Urban Dictionary wird Ahegao als eine „Anime/Manga-Version eines Gesichtsausdrucks während eines Orgasmus“ beschrieben, die „generell sehr sexuell und anrüchig“ gehalten sind. Das Ahegao-Gesicht wird verwendet, um verschiedene Grade an sexueller Befriedigung darzustellen. Die Darstellung der nach hinten gerollten Augen wurden anfänglich mit Vergewaltigungsszenen in Verbindung gebracht, weswegen diese auch als Rape Eyes bezeichnet wird.
Patrick Galbraith, ein Professor an der Senshū-Universität in Tokio beschreibt Ahegao als einen versetzten Höhepunkt bzw. als Verlust von Sinn und Verstand im Zuge überwältigender Lust. Baudinette führte aus, dass Schöpfer japanischer Pornografie hohe Hürden zu meistern haben, da das Verbreiten pornografischer Werke in Japan durch diverse Zensurgesetze verboten ist und mit einer Geld- oder Gefängnisstrafe geahndet werden kann. Japanische Produzenten von pornografischen Werken fassten diese Regelungen so auf, dass in sämtlichen Veröffentlichungen Geschlechtsorgane und Schamhaare zensiert werden. Darstellungen von Geschlechtsverkehr seien demnach wesentlich schwieriger darstellbar. Aufgrund dessen geht Baudinette davon aus, dass diese Gesetze zur Geburt des Ahegao geführt haben könnten, da die Produzenten pornografischer Werke einen Weg suchten, um körperliche Ekstase im Zuge des dargestellten Geschlechtsverkehrs darstellen zu können.
Obwohl Ahegao hauptsächlich in pornografischen Mangas, Animes und Videospielen Verwendung findet, ist Ahegao auch in Nicht-Erwachsenen-Werken zu finden, wo dieser Gesichtsausdruck zumeist parodiert wird.

## Internetphänomen
Laut einem Artikel der Adult-Gaming-Plattform Nutaku entstand aus dem Ahegao-Gesicht in Verbindung mit dem zweihändigen Peace-Zeichen ein Meme, das in Japan unter der Bezeichnung アヘ顔ダブルピース ahegao daburu pīsu Bekanntheit erreichte. Ein weiblicher Charakter aus der Manga- und Animeserie My Sister, My Writer trägt den Namen Ahegao Double Peace.
In den Sozialen Medien existierte die so genannte Ahegao-Challenge, bei der meist weibliche Personen diesen Gesichtsausdruck imitieren und Videos oder Bilder davon hochladen. Auch Memes, die Ahegao aufgreifen, werden vermehrt im Internet geteilt.
Besondere Verbreitung findet der Ahegao-Gesichtsausdruck in der E-Girl-Bewegung, welcher dort von jungen Frauen und Mädchen, sogenannten E-Girls, immer wieder in Videos nachgeahmt wird, welche dann auf TikTok geteilt werden.

## Ahegao-Kleidung
Das Ahegao-Gesicht hat sich zwischenzeitlich als Modetrend entwickelt. Das wohl populärste Kleidungsstück dieses Trends ist ein Kapuzenpullover mit einer Collage verschiedenster Ahegao-Gesichtern aus diversen Hentai-Anime. Das Design und der Pullover selbst werden oft für Memes über die Weeaboo-Kultur verwendet.
Bilder-Collagen von Hentai-Künstler Hirune, die Anime-Charaktere mit dem Gesichtsausdruck zeigen, kursieren seit 2015 im Internet. Das erste T-Shirt, das eine derartige Collage zeigt, wurde im März 2016 in einem südkoreanischen Onlineforum gepostet. Auch Smartphone-Hüllen, Kissenbezüge und Tragetaschen wurden mit ähnlichen Motiven veröffentlicht. Es folgten weitere Artikel in Form von T-Shirts, Baseball-Caps, Kapuzenpullover und andere Stücke, die auf Plattformen wie Redbubble oder Paom zum Verkauf angeboten wurden.
Im Juni 2016 wurde der Trend auf Reddit aufgegriffen und schwappt seit 2017 in westliche Kulturkreise über. Die US-amerikanische Kleidermarke Supreme arbeitete bereits im Jahr 2015 mit dem japanischen Künstler Toshio Maeda zusammen, der als „Vater des Hentai“ beschrieben wird. Seit 2018 verkauft das Erotikunternehmen Fakku offizielle Ahegao-Kleidung, mit Zeichnungen des Hentai-Künstlers Asanagi. Im Jahr 2018 beantragte das chinesische Mode-Unternehmen Shenzhen Guangcai Trading eine Eintragung des Begriffs „Ahegao“ beim US-amerikanischen Patentamt und ist seit April 2019 eine eingetragene Marke des Unternehmens. Im Juli 2020 kündigte Fakku!-CEO Jacob Grady an, diese Eintragung prüfen zu lassen und bezichtigte Shenzhen Guangcai Trading, gestohlene Abbildungen für ihre Kleidungsmotive zu verwenden.
In Japan ist das Tragen von Ahegao-Kleidung laut Thomas Baudinette undenkbar, da Ahegao eng mit der Welt des Manga verbunden und lediglich ein Trend innerhalb der japanischen Otaku-Kultur ist und als Ausdruck des sexuell Hingezogenfühlens zu imaginären Charakteren dient.

## Kritik
Khursten Santos beschreibt die Darstellung nicht unbedingt als sexistisch, da diese ursprünglich als komischer Gesichtsausdruck der weiblichen Sexualität gilt, aber auch als getarnte Krise der Männlichkeit verstanden werden kann. Stephen Reysen, Psychologie-Professor an der Texas A&M University, pflichtet dem bei. Er beschreibt Ahegao als nicht sexistischer als andere pornografische Medien. Die Darstellung glorifiziere zwar eine extrem unrealistische Abbildung der weiblichen Lust, das machen aber jegliche Art von Werbung, Pornhub-Videos oder einfache Fernsehsendungen auch. Ob die Darstellung sexistisch ist, hängt seiner Meinung nach vom Zuschauer und der in dem Medium dargestellten Situation ab.
Veranstalter diverser Anime-Conventions in den Vereinigten Staaten kündigten im Januar 2020 an, Besuchern den Einlass zu verweigern, wenn diese Ahegao-Motive auf der Kleidung tragen. Dies löste eine kontroverse Debatte innerhalb der Anime-Community aus.
Durch die häufige Verwendung des Ahegao-Gesichtsausdrucks in der E-Girl-Bewegung durch minderjährige Mädchen steht der Gesichtsausdruck in der Kritik, zur Sexualisierung Minderjähriger beizutragen, besonders da die E-Girl-Bewegung neben dem Gesichtsausdruck zusätzlich allgemein stark sexualisierende Posen, Kleidung und Elemente verwendet und teilweise damit auch Fetische bedient.